# Galerie in Oostende
Galerie in Oostende geeft een historisch overzicht van de kunstgalerieën in Oostende.

## Voor de Eerste Wereldoorlog
In Oostende zijn de kunstgalerieën iets later ontstaan dan in steden met een meer intens cultureel leven zoals Brussel, Antwerpen, Gent of Brugge.
De tentoonstellingen in het Kursaal (zomers van 1905 tot 1908) hadden een grote uitstraling. Ze waren indertijd groepstentoonstellingen met heel wat grote en minder grote Belgische en buitenlandse namen, onder andere Léon Spilliaert debuteerde er in 1908. Vroeger al was er in het Kursaal een expositie geweest van de Brusselse groep L’Essor.
Voor 1914 waren er ook, naast het Kursaal als fel begeerde tentoonstellingsruimte, enkele luxehotels in de stad die in hun salons en lobby's tentoonstellingsruimte creëerden: Hotel Continental, Hotel Spendid, Hotel Fontaine e.a. Dergelijke tentoonstellingen gebeurden ook nadien nog vaak tijdens het interbellum.
De "Cercle Artistique d'Ostende" (gesticht in 1908) kon beschikken over de lokalen in de Koninklijke Gaanderijen langs de zeedijk voor hun jaarlijkse Salons.

## Interbellum
Tijdens het interbellum organiseerde het Kursaal nog heel wat tentoonstellingen, niet alleen individuele maar ook groepstentoonstellingen met zes tot acht kunstenaars tegelijk. Daarbij kon elke kunstenaar meestal beschikken over zijn eigen “cel” of “module” in de exporuimte, die hij of zij dan zo vol mogelijk hing. Vooral de periode (1925-1931) van het artistiek directeurschap van Henri Vandeputte was vruchtbaar.
De toenmalige schouwburg in de Van Iseghemlaan, met haar vele nevenruimten, bood vaak plaats aan groepstentoonstellingen in de kerst- of zomerperiode en ook aan individuele exposanten. Veel uitstraling ging er echter niet van deze manifestaties uit.
De Société Littéraire, een Franstalige club, verwelkomde slechts enkele keren een kunstenaar in hun smalle vergaderlokalen in een dependentie van het Stadhuis, hoek Wapenplein/Kapellestraat, onder andere de jonge Gustaaf Sorel. Ook de Cercle Coecilia ontving sporadisch een kunstenaar als exposant in hun lokalen op het Wapenplein, zoals Alfons Blomme in oktober 1934.
In 1927 was er de Galerie d'Art Moderne van de beginnende kunstenaar Félix Labisse in de Langestraat, 45. De galerie was een kort leven beschoren maar bracht toch enkele opmerkelijke tentoonstellingen, zoals “Moderne Schilderkunst” in augustus 1927, met enkele verrassende namen zoals Maurice De Vlaminck en Tamara de Lempicka.
De belangrijkste Oostendse interbellum-galerie was zonder twijfel de "Studio", met aan het hoofd Blanche Hertoge. Van 1929 af tot 1940 en nog even na de Tweede Wereldoorlog bracht ze er tal van tentoonstellingen van eigentijdse kunstenaars. Uithangbord was de figuur van James Ensor, die er tentoonstelde, er verkoopspermanentie hield en er jonge kunstenaars inleidde.
Begin 1934 startte een galerie zonder specifieke naam in een pand Louisastraat 26.
Naast de reeds genoemde hotels bood nu ook het prestigieuze Royal Palace Hotel en het Hotel Impérial op de hoek van de Leopold II laan en de Van Iseghemlaan tentoonstellingsmogelijkheden.

## De naoorlogse jaren
De onmiddellijk-naoorlogse jaren kenden weinig tentoonstellingsfaciliteiten in Oostende. Het Stadhuis was vernield, en dus ook de smalle rechtervleugel die tot in 1940 in gebruik was door de "Société Littéraire". Het Kursaal was gesloopt, het Royal Palace Hotel en de andere grote zeedijkhotels grotendeels vernield door plunderingen, beschietingen, bombardementen of brand.
Op 18 november 1946 opende wel een galerie, Océan Gallery in de Van Iseghemlaan 78. De openingstentoonstelling bracht schilderwerk van Luc Kaisin en sculpturen van Raymond De Meester. Lang heeft deze galerie het blijkbaar niet volgehouden. In het art-decocafé La Coupole in de Van Iseghemlaan exposeerde onder meer Jan Van Campenhout.
De overdekte binnenkoer van de Albertschool in de Ooststraat werd dan maar al eens gebruikt als noodoplossing, alsook de zaal Chez Pan in de Schouwburg. De Koninklijke Gaanderijen waren het traditionele onderkomen voor de laatste groepstentoonstellingen van de nu stuiptrekkende "Kunstkring". In 1949 waren de Galerijen echter ook het decor voor een prestigieuze tentoonstelling "De schilderkunst in het teken van de zee". Een genre tentoonstellingen dat vanaf 1952 het gloednieuwe Kursaal als decor kregen.
De toen hautaine, imposante lokettenhal van Generale Bank in de Kapellestraat bood al spoedig gastvrijheid aan kunstenaars, helaas niet steeds de betere. Maar het werkte wél drempelverlagend voor de financiële instelling. De tijdens het interbellum zo belangrijke galerie "Studio" beleefde haar laatste momenten. Ze vond het vooroorlogse elan niet terug. En ook de galeriste, Blanche Hertoghe, werd een dagje ouder. In 1947 viel het doek.
De "buitengewone" tentoonstellingen werden aanvankelijk in het Thermae Palace Hotel of de Koninklijke Gaanderijen georganiseerd totdat het nieuwe Kursaal vanaf 1952 beschikbaar was. De organisatoren hielden het in de beginjaren vooral bij erg prestigieuze kunstevenementen met ronkende namen: Gloires de la Peinture Moderne in het Thermae Palace Hotel in 1949 naar een concept van Emile Langui mikte vooral op de te verwachten belangstelling om werk van de tenoren van de internationale eigentijdse kunstscene samen te zien.
Lange tijd werd het Thermae niet als galerieruimte gebruikt. Dit veranderde dan weer in 1981. Met een nieuwe directie en een nieuwe start, werd ook het aspect tentoonstellingsgalerie opnieuw belangrijk. Het ging wel de richting uit van een weinig-selectieve galerie, een galerie die te huur was voor wie dat wilde.
Voor de modale kunstenaar bleven de Kursaalzalen in de jaren vijftig en zestig onbereikbaar. Dit lag in de late jaren tachtig tot aan de sluiting in 2002 even anders. Een van de baanbrekende Kursaal-tentoonstellingen -alhoewel geen organisatie van het Kursaal zélf, wel van het Ministerie van Cultuur- was "Europa 1900", aldaar ingericht in 1967. Ze kwam volop in het prille begin van de periode van vernieuwde belangstelling voor de jaren 1900.

## Jaren zestig
In de jaren zestig was "the place to be" voor de ware galerieganger ongetwijfeld de "Chèvre Folle", een artiestencafé op de hoek Paulusstraat/Leandre Vilainplein, gerund door Alain Delpierre, met tentoonstellingsactiviteiten van 1960 tot 1968. Even non-conformistisch ging het eraan toe op het Pauluspleintje, in "Het kroegske" van Joris Houwen met expo's vanaf 1957 tot 1962 ongeveer. De toon was hier uitgesproken Vlaams terwijl in de "Chèvre" ook de francofonen uit de stad en het binnenland thuis waren. Een andere kunstkroeg, de "Toulouse Lautrec" in de Hertstraat, werkte in dezelfde zin als de twee eerder genoemde maar schijnt het enkel in 1961-1962 te hebben kunnen waarmaken.
Inno Decor op de Groentenmarkt ambieerde in de jaren zestig niet alleen een optillen van het niveau van meubilair en binnenhuisdecoratie van de Oostendse gezinnen, maar combineerde dat ook – in 1965-1966 – met een galeriefunctie. Inno Decor verdween: de modale Oostendenaar had blijkbaar niet te veel boodschap aan zo'n moderne decoratiezaak. Daarna kwam er in het pand een veilinghuis met stijgend-kwalijke reputatie en ten slotte een biljartcafé.

## Jaren zeventig
In de jaren zeventig verdeelden Atelier', Standaardgalerij, Orangerie, Poseidon, Ter Streep, Medicis en Forum het terrein grotendeels onder elkaar.
Orangerie was een van de laatste overwegend Franstalige galerieën.
Atelier was het troetelkind van Frans Aerts (+1993). Handel én exporuimte tegelijk, lange tijd in de Van Iseghemlaan, de laatste jaren in de Vlaanderenstraat. De activiteiten strekken zich uit van 1966 tot 1991. Het ritme van de tijdelijke tentoonstellingen was heel wisselvallig.
De galerie aan dezelfde straatkant als Atelier maar vooral deze aan overzijde van de Van Iseghemlaan, namelijk Studio 99, Vingtième Siècle, Houwen, later Govaerts handelden vooral in drukgrafiek. Toch schonken ze, in hun Belle époquehuizen, dit stukje Van Iseghemlaan een zekere artistiek ambiance, vooral tijdens de weekends. De galerie Ter Streep op de Westhelling Kursaal, een initiatief van de kunstminnende hotelier Marcel Friedrichs, sloot aan bij deze huizenrij vol galerieën.
Forum, de foyer van de gelijknamige bioscoop in de Vlaanderenstraat 7, werd van 1965 tot 1975 dan weer begeesterd door journalist John Hermans.
De Standaardgalerij bevond zich in de toen – op de plaats van de oude bioscoop Caméo – pasgebouwde Standaard Boekhandel in de Kapellestraat en nam er de hele ruimte aan de straatzijde op de verdieping in beslag. Verdieping die naderhand tot extra verkoopruimte omgevormd werd en nog later tot ontoegankelijke stapelruimte. Inmiddels is de boekhandel niet meer op dit adres gevestigd.
Op het einde van het decennium kwam de Cercle erbij, gevestigd in de kelders van de vroegere glashandel Wouters in de Langestraat, pand dat kort voordien omgetoverd was geworden tot een antiekzaak. Bezielster van de Cercle was Liliane Masure, een zeer bekende handelaarster in fijne vleeswaren. En op het Wapenplein had de populaire restauranthouder Tony Maeyaert (+2002) zijn galerie. De galerie bestond tot begin 1984.
Anderen kwamen en gingen alweer snel: Aymon (ca. 1971), Bertrand de Baisieux (Vlaanderenstraat; ca. 1979), Hautman (ca. 1973), Isera (Zeedijk 178; ca. 1975-1980), Poseidoon (Leopold II laan, 24; ca. 1975-1978) etc.
In het herbergcircuit was er vooral de Clipper en daarna – met dezelfde directie – de Drakkar. Eerstgenoemd café hoek Langestraat/Vlaanderenstraat, het tweede op de Albert I Promenade. De iets selectere Argos lag helemaal achteraan in een (verdwenen) winkelgalerij in de Adolf Buylstraat. Daar waar nu het prozaïsche Kruidvat is, werd aan de bar of in knusse zetels menig kunstdeal beklonken. Ook het Koninginnehof exposeerde in de jaren zeventig tentoonstellingen en – heel lokaal – was er weleens iets te zien in de Parochiezaal op Zandvoorde.
De Peperbusse startte in 1979 haar werking. Galeristen waren André Baert (1953) initiatiefnemer en Roland Monteyne (1946-2008) uitbater/eigenaar. De Peperbusse hield er van meet af aan een ontstellend expositieritme op na. Kunstenaars wachtten geduldig op een plaatsje in de agenda. De tentoonstellingsformule van het huis werd als zeer interessant ervaren omwille van de gemakkelijk haalbare aanvaardingsdrempel. En vele kunstenaars grepen de kansen dan ook met beide handen. Anderen dan weer dachten er juist dààrom niet aan daar te exposeren. De Peperbusse is de oudste nog bestaande galerie in Oostende en de langstlopende galerie zonder meer in Oostende.
Want er was uiteraard meer naast de Peperbusse: Galerie Watteau kende een ambitieus debuut met enkele groepsexposities van Oostendse kunstenaars maar de werking viel al in 1980 voorgoed stil. Grote ogen gooide de galerie J.L. (actief ca. 1982-1986), met als drijvende krachten achter de schermen: Liliane Masure en schoonzoon William Sweetlove, beeldend kunstenaar. De galerie, in een luxueuze villa in de Boogschutterstraat, bood vooral deze laatste een platform, ook via uitwisselingen met buitenlandse galerieën.
Fabien de Cugnac, een zich zeer elitair opstellende galerie voor hermetische actuele kunst in een wat armtierig pand in de Cirkelstraat bestond slechts kortstondig in 1981. Elcerlyc was actief in 1981-1982. Nederlanders waagden in 1986 hun kans met "Het Salon". Enkele maanden later stond het winkelpand in de Leopold II-laan (waar voorheen de kunsthandel Vaticaan was en momenteel een immobiliënmaatschappij is gevestigd) alweer te huur. Bureaux et Magasins in het Straatje Zonder Einde maakte met galeriste Nathalie Brutin een beloftevolle start maar hield het ondanks een interessant, op actuele kunst gericht beleid niet langer vol dan van 1989 tot 1993. De "Vrienden van het P.M.M.K." namen er de fakkel van Brutin over en gingen in het Straatje Zonder Einde hun eigen wegen naast deze van de conservator van het P.M.M.K. In 2001 viel ook hier voorgoed het doek na lange stuiptrekkingen.
Vandenabeele op de helling van de Vlaanderenstraat opende in 1989 en verdween na enkele tentoonstellingen reeds uit de evenementenagenda's. Het werd daarna de galerie Ramor van de kunstschilder Roland Devolder.
Het herbergcircuit van de jaren tachtig: Carmina Burana, Zeezotje, De Artiest.
Bankfilialen kwamen hun klanten-exposanten te hulp: Anhyp, Generale Bank, ASLK, BBL-Park, BAC, Bank van Roeselare etc.

## De buurt van het P.M.M.K. werd niet de verwachte kunstwijk
De komst van het P.M.M.K. in 1986 bracht hoop op een bedrijvig galerieleven in de buurt van de Romestraat. Het werd, numeriek gezien, grotendeels een anticlimax. Galerieën kwamen en gingen: eerst was er "Forum" in het pand rechtover het P.M.M.K. dat voorheen het fotoatelier Van Belleghem was.
AD van Annemie Dubron was er, in een pand iets dichter bij de Alfons Pieterslaan, van 1990 tot 1993. Hooggespannen verwachtingen werden niet ingelost. Forum werd eerst de kunstgalerie Meskens, dan die van Manu Verhaest. AD werd de galerie/kunsthandel Luc Van Middelem. Het aanbod volgt voor een groot deel gedwee het tentoonstellingsprogramma van Romestraat 11. Loosveldt was nummer drie in de P.M.M.K.-wijk en bestaat al sinds 1992 wat verder in de Romestraat, over het Conservatorium. In de nazomer 1999 kwam er een vierde galerie bij: R53. Al bij al wat mager toch voor de buurt van een zo'n prestigieus museum, daar waar velen tijdens de euforie van de aanlooptijd de groei van een ware kunstwijk voorspiegelden.
Ook het nabijgelegen Vesaliusinstituut ondernam enkele schitterende tentoonstellingsinitiatieven, ooit zelfs eens met – als blikvanger – op het voetpad geschilderde voetstappen van P.M.M.K. naar Vesaliusinstituut. Na jaren van stilte was er in 2001 plotseling nog een retrospectieve Bart Soubry.

## Jaren negentig
Voor de jaren negentig noemen we als nieuwkomers het reeds eerder vermelde Loosveldt, en verder Dialoog (1989-2001), De Ketelaere (Kaaistraat; 1989-heden) en de eendagsvliegen Piretti (Van Iseghemlaan; later Casino-Kursaal; 1991-1993), Cotthem (1991), Labyrinth (Louisastraat; 1991), Manga (in de voormalige drukkerij Vervaeke in de Jozef II straat; 1992), Litera Este (Kairostraat, 24), R53 (Romestraat, 53; 1999-heden) en Box 38 (Rogierlaan, 38; 1999-heden).
Galerie R53, een initiatief van de familie Delbarge, opende op 19 september 1999 in de periferie van het P.M.M.K. en presenteerde tot nu toe werk van hoog niveau van onder meer Berlinde De Bruykere, Dirk Zoete, Fik Van Gestel en Yves Beaumont. Box 38 van Sandrine Blontrock opende in december 1999. Achter een ogenschijnlijk gewone galerieruimte in de Rogierlaan ging een enorme hall (een vroeger sportpaleis bekend voor legendarische boksmatchen) schuil die eveneens in de galerie was geïntegreerd en vaak dienstdeed als locatie voor feesten en happenings van culinair karakter. De galerie opende destijds met een indrukwekkende tentoonstelling van grisaille-werken van Xavier Tricot. Daarna was het de beurt aan Yves Beaumont en dan Ivan Good. Rond 2010 ging het licht uit.
Theatercafé De Illusie in de Graaf de Smet de Naeyerlaan (afgebroken einde ca. 2006) en praatcafé Dialoog in de Louisastraat (einde activiteiten ca. september 1999) waren nieuwkomers in de sector van de informele cafégalerijen.
Het gerestaureerde Thermae-hotel en het Kursaal (tot aan de sluiting voor de renovatiewerken ca. 2002) zochten het vooral bij eerder commerciële, voor een groter publiek toegankelijke kunstenaars en galeristen. Veel van de tentoonstellingen in het Kursaal sinds de late jaren vijftig werden georganiseerd door Willy Bosschem, public relations van het Kursaal en zelf een kunstschilder.